# François-Charles Dulong
Pour les articles homonymes, voir Dulong.
François-Charles Dulong est un avocat et homme politique français, né le 14 juin 1792 à Pacy-sur-Eure et mort le 30 janvier 1834 à Paris 1er. 

## Biographie
Ayant embrassé, en 1814, la carrière de la magistrature, les opinions politiques de Dulong, opposées au gouvernement des Bourbons, l’ont décidé à y renoncer, lorsqu’il pouvait espérer de l’avancement. Au lieu d’être un tremplin à ses talents, le barreau a été, pour lui, une arène politique. Après la révolution de 1830, sous le ministère de Dupont de l’Eure, son parent et son ami – dont il passait pour le fils naturel –, Dulong a rempli un emploi important au ministère de la Justice, dont il est sorti, avec son protecteur. Élu membre de la chambre des députés par le département de l’Eure, arrondissement de Verneuil-sur-Avre, en 1833 et 1834, il a siégé à l’extrême gauche. 
« Il n’y avait pas un mois que la Chambre était ouverte, lorsqu’un événement sinistre vint accroitre l’irritation universelle. » Dans la séance du 25 janvier 1834, lors de la discussion sur la loi d’avancement des officiers, le maréchal Soult ayant déclaré : « Il faut qu’un militaire obéisse », Marie Denis Larabit lui réplique que « quand on est dans son droit et qu’on veut y faire renoncer, on renonce à l’obéissance. » Cette maxime a déclenché les réclamations d’une grande partie de la chambre, et particulièrement du général Bugeaud, qui s’écrie : « On obéit d’abord. » Dulong, au milieu du bruit, aurait, à en croire le Journal des Débats, prononcé ces mots : « Faut-il obéir jusqu’à se faire geôlier, jusqu’à l’ignominie ? » Ni le Moniteur universel, ni les autres journaux, en rendant compte de la séance, n’ont rapporté cette phrase, mais Bugeaud l’ayant lue dans le Journal des Débats du 26 janvier, et ne doutant pas que son collègue n’ait voulu l’insulter, en faisant allusion à la mission qu’il venait de remplir au fort de Blaye, où il avait été commandant, lors de la captivité de la duchesse de Berry, a écrit à Dulong pour lui demander des explications. Celui-ci lui a répondu en indiquant pour ses témoins le général Bachelu et le colonel Desaix, qui se sont réunis au lieutenant de Rumigny et Claude Lamy, témoins de son adversaire. Soit que ces témoins aient été persuadés que le mot « geôlier » n’avait pas été prononcé, soit qu’ils n’y aient pas attaché un sens offensant, ils ont rédigé une lettre que Dulong n’a signée qu’après une longue répugnance. Dans cette lettre, le récit du Journal des Débats était démenti, et toute pensée offensante de la part de Dulong y était rétractée. Cette conciliation ayant eu lieu le 28, le soir, le bulletin ministériel  a relancé la querelle en publiant ces quatre lignes : le Journal des Débats a rapporté hier une expression outrageante adressée par M. Dulong à l’honorable M. Bugeaud. Aujourd’hui, on disait à la chambre que l’honorable général en a demandé raison, et qu’il a exigé de M. Dulong une lettre qui paraitra demain dans le Journal des Débats. »
Se croyant accusé de lâcheté, Dulong a pris le parti de déclarer au journaliste qu’il considérerait l’insertion de la lettre comme une provocation personnelle. Ayant choisi deux nouveaux témoins, Lafayette fils et le lieutenant Bacot, il s’est mis à la disposition du général Bugeaud, avec lequel il a eu une entrevue, mais sans résultat. Un incident avait encore envenimé la querelle au moment du combat, et rendu toute conciliation impossible. Lorsque l’on mesurait le terrain, Dulong demanda au général de Rumigny où était sa lettre : on a prétendu que le général avait répondu que la lettre était au château, et qu’il la rendrait, quelle que soit l’issue du combat. Pendant les dernières heures de l’existence de Dulong, des démarches ont été faites auprès Rumigny pour ravoir la lettre, mais celui-ci a déclaré qu’engagé par Dulong à bruler la lettre, il l’avait fait pour remplir les vœux de son collègue.
Le duel ayant été définitivement arrêté, la rencontre a eu lieu le 29. « On se battit. Bugeaud tua son adversaire ; il y mit, après comme avant, un luxe de sang-froid qui n’était pas nécessaire. » Frappé d’une balle au dessus du sourcil gauche, Dulong est tombé sur le coup. Porté chez lui, il a expiré deux jours après. La déclaration de Rumigny ayant été rendue publique, celui-ci a été vivement attaqué dans les journaux, mais on n’a pu la démentir. Les funérailles de Dulong ont donc failli être une cause de trouble. Le gouvernement a été obligé de prendre des précautions pour qu’il n’y ait pas de désordre. Parmi les orateurs à déplorer, sur sa tombe, « la balle dont un malheureux point d’honneur s’est armé », Armand Carrel, dont la raideur pointilleuse qu’il portait dans ces sortes d’affaires était connue et parfaitement décrite par Sainte-Beuve, et dont l’intervention dans cette affaire a rendu inévitable un duel qu’on avait cru pouvoir éviter, par son opposition aux explications accordées par Dulong. Lui-même devait tomber, dans des circonstances analogues. Dupont de l’Eure ayant donné sa démission de membre de la Chambre, sa lettre de démission a été lue à la Chambre, le 5 février.
Il est inhumé au cimetière du Père-Lachaise 29e division .

## Sources
- « François-Charles Dulong », dans Adolphe Robert et Gaston Cougny, Dictionnaire des parlementaires français, Edgar Bourloton, 1889-1891 [détail de l’édition]